# Pygmodeon cribripenne
Pygmodeon cribripenne är en skalbaggsart som först beskrevs av Bates 1880. Pygmodeon cribripenne ingår i släktet Pygmodeon och familjen långhorningar.
Artens utbredningsområde är:
- Costa Rica.
- Honduras.
- Panama.

Inga underarter finns listade i Catalogue of Life.